# پادشاه هیوک‌گوسه
پادشاه هیوک‌گوسه (هانگول:혁거세왕)، نخستین پادشاه و بنیان‌گذار پادشاهی شیلا بود. پادشاهی شیلا نخستین پادشاهی از میان سه پادشاهی کره بود. پدربزرگ او مدت‌ها پیش قبیله پارک را رهبری می‌نمود و خاندان بزرگ پارک در کره از نوادگان او بودند. در سامگوک ساگی آمده است: سران ملت چوسان قدیم در شش روستای «چوهیو»، «یانگ‌سان»، «ته‌سو»، «جین‌جی»، «گاری» و «گویا» زندگی می‌کردند.
پادشاه هیوک‌گوسه را پدر سه پادشاهی میدانند.
آنان تصمیم گرفتند عزت و بزرگی از دست رفته چوسان قدیم را دوباره باز پس گیرند و در نتیجه اعضای رؤسای قبایل در شبی شُور بر پا کردند تا شخصی را به عنوان امپراتور ملت جدید التأسیس انتخاب کنند. ناگهان بر فراز آسمان یانگ سان نوری عجیب نمایان شد و اسب بالدار سفیدی بر زمین نشست. «سوبول گنگ» رئیس قبیله چوهیو در میان یال‌های اسب یک تخم بزرگ را یافت که نور عجیبی از آن مشعشع می‌شد. یکباره از میان تخم کودکی بیرون آمد و سوبول گنگ آن را پارک هیوک‌گوسه یعنی تخم مرغ نورانی نامید.
رؤسای قبایل که این اتفاق را به فال نیک می‌گرفتند، بر آن شدند که پارک هیوک‌گوسه را به عنوان امپراتور ملت جدید التأسیس انتخاب کنند. هیوک گئوس در خانه سوبول گنگ رشد یافت؛ وقتی به سن ۱۳ سالگی رسید از سوی رؤسای قبایل چوسان قدیم بر تخت سلطنت ملت جدید نشست. او این ملت را «سونابول» نامید و با دختری به نام «آریونگ» ازدواج نمود. رؤسای قبایل نیز به عنوان وزیران سونابول در اداره ملت به یاری پارک هیوک‌گوسه شتافتند. از اتفاقات دوران او برهم خوردن اتحاد بزرگ سم‌هان توسط بکجه و جدایی ماهان بزرگ بود، که در همین زمان پارک هیوک‌گوسه با اتحاد با سم‌هان موفق شد شهر وانگوم‌سونگ، پایتخت چوسان قدیم را از سلطه جین‌هان خارج سازد. در سال ۳۷ ق.م. هیوک‌گوسه با باز سازی وانگوم سونگ ـ سورابول(گیونگجو امروزی) آن جا را به عنوان پایتخت سونابول معرفی کرد و در سال ۳۲ق. م. کار ساخت کاخ بزرگ را به پایان رساند. در سال ۲۸ق. م. ارتش لیلانگ با ۱۹۰٬۰۰۰ سرباز به سونابول حمله کرد ولی کاری از پیش نبرد. در سال ۲۰ق. م. نیز امپراتور ماهان از سونابول خواست تا برای ادای احترام هدیه ای بفرستد، اما پادشاه هیوک‌گوسه از این کار سرپیچی کرد. امپراتور ماهان نیز چند نفر را برای قتل او گماشت ولی آنان حین انجام این عمل دستگیر شدند. پارک هیوک‌گوسه که فکر نمی‌کرد اوضاع تا این حد وخیم باشد، در همان سال به عنوان ادای احترام ۴۰ رأس اسب برای ماهان فرستاد. پارک هیوک‌گوسه در سن ۷۳ سالگی از دنیا رفت و حکومت را به فرزندش «نام‌هه» سپرد. جسد او را در «ساریونگ سئونگ» به خاک سپردند. کسانی که امروزه در کره نام خانوادگی پارک دارند همگی از نوادگان اولین پادشاه شیلا هیوک‌گوسه هستند.

## نام
نام خانوادگی او پارک است که معنی کدو می‌باشد در افسانه‌ها آمده است او از تخم مانند کدو بیرون آمد و برای همین این نام خانوادگی برای او انتخاب شده است. مردم او را با نام‌های مختلفی می‌شناسند که می‌توان به گوسوگان و گولسوهان اشاره کرد.

## به دنیا آمدن
افسانه‌های زیادی در مورد به دنیا آمدن او است که از مهم‌ترین آنها می‌توان به این اشاره کرد که سران شش روستای متحد دور هم جمع شدن تا در مورد اسکان پناهنده‌های گوجوسان و تشکیل امپراتوری با هم صحبت کنند در همین لحظه تخمی نورانی از آسمان به زمین افتاد و پسری به شکل کدو از تخم بیرون آمد و در میان نور خورشید رقصید و سران شش قبیله او را به عنوان پادشاه انتخاب کردند.

## زمینه تاریخی
طبق افسانه‌ای که منعکس کننده تحولات در مرحله دولت شهر است، شش رئیس نماینده گروهی از پناهندگان گوجوسون هستند. داستان حاکی از برتری قبیله پارک بر مردم بومی است و هنچنین ممکن است نشان دهنده پرستش اسب و خورشید نیز باشد.
تاریخ تأسیس شیلا امروزه به طور گسترده مورد تردید قرار گرفته‌است، زیرا سامگوک ساگی از دیدگاه شیلا نوشته شده‌است و ادعا می‌کند شیلا برتری و قدمت بیشتری از گوگوریو و بکجه دارد. تصور می‌شود که شیلا در این تفکر سنتی ابتدا و سپس گوگوریو و سپس بکجه پایه‌گذاری شده‌است. با این حال شواهد باستان‌شناسی تصویر متفاوتی را نشان می‌دهد و گمان می‌رود که گوگوریو قدیمی‌ترین پادشاهی در بین سه‌ پادشاهی باشد و شیلا همزمان با بکجه یا پس از آن توسعه می‌یابد.

## حکومت
او ۱۳ سال سن بیش نداشت که به عنوان نخستین پادشاه شیلا حکومت کرد و در سال ۴۱ قبل از میلاد ازدواج کرد. او سعی کرد کم‌کم قلمرو خود را گسترش دهد اما به دلیل تشکیل دو امپراتوری دیگر (گوگوریو و بکجه) بسیار عصبانی شد و قدرت مقابله با هیچ‌ یک از این دو امپراتوری را نداشت زیرا حکومتش را تازه تاسیس کرده بود و شیلا قدرتمند نبود.

## مرگ
او در سال ۴ میلادی در سن ۷۳ سالگی و به دلیل بیماری طاعون درگذشت پسرش نامهه او را در محلی به نام سارونگ دفن کرد و حکومت به نام‌هه پسر بزرگش رسید.